# الجية
الجية قرية فلسطينية دمرت في نكبة 1948م، تبعد عن غزة حوالي 20 كيلو متر، وتقع شرق طريق غزة وعسقلان. وكان يمر بأراضيها الغربية خط السكة الحديدية بين فلسطين ومصر.

## الموقع والسكان
تقع القرية على ارتفاع 50 مترا عن سطح البحر، وتبلغ مساحة أراضيها حوالي 8500 دونم، ويحد أراضي الجية من الغرب نعليا ومن الجنوب والجنوب الغربي بربرة ومن الشرق والشمال الشرقي بيت طيما ومن الشمال الغربي المجدل.
بلغ عدد سكانها 1427 نسمة عام 1948م، أما عددهم الآن في الشتات فيقارب عشرة آلاف نسمة.
يخترق الجية واد كبير يمتلئ بالماء طوال فصل الشتاء يمنع الاتصال بين جزأيها الشمالي والجنوبي. يبدأ هذا الوادي رحلته من جبال الخليل ثم يسير متجهاً نحو الغرب إلى كوكبا وإلى بيت طيما ثم يخترق الجية من الشمال الشرقي وينحني فيها نحو الجنوب الغربي إلى أراضي بربرة الغربية ثم إلى بيت جرجا ثم إلى دير سنيد ليتحد مع وادي الحسي وهذان الواديان يلتقيان مع وادي الحليب المتوسط فيما يتجه الوادي من الجية غرباً لارتفاع أراضي نعليا.

## نبذة تاريخية عن الجية
قد تكون كلمة الجية مأخوذة من كلمة الجواء بمعنى البر الواسع. وقد يكون معناها المكان البهيج اللطيف الممتلئ بالأزهار البرية في الربيع والصيف، وقد يكون المكان المنخفض الذي يحتوي على المستنقعات خاصة في الشتاء. ولكن من شبه المؤكد أن التسمية جاءت بسبب خصوبة أرضها وانخفاض سطحها، ولأن ترتبها طينية حمراء صلبة، ويتناقل الأحفاد عن الأجداد أن الجية كان اسمها الجهتين وأن شارعاً صغيراً كان يقسمها إلى شطرين أو جهتين تم رحل شطر منها أثر نزاع داخلي وسكنوا في حليقات وكوكبا.
الجية قرية قديمة أثرية، بدليل وجود كثير من البقايا الأثرية والقطع المعمارية والأعمدة القديمة. ورد ذكرها في مذكرات الحروب الصليبية حيث دمرها الصليبيون عندما احتلوها. وكانوا قد أطلقوا عليها اسم Algie وأعاد بناءها فيما بعد محمد أبو نبوت وهو قائد مملوكي تابع لوالي عكا أحمد الجزار والذي بنى فيها الجامع وبئر المياه بجانبه وأسكن فيها السكان من جديد. وكانت هذه المنطقة مع ما جاورها مسرحاً للمعارك، فقد خرب صلاح الدين عسقلان بعد تحريرهاً خوفاً من وقوعها في أيدي الصليبيين مرة أخرى. ودارت معركة كبيرة قرب هربيا انتصر فيها الصالح نجم الدين أيوب على الصليبيين والعرب الموالين لهم، ثم احتلها اليهود في الخامس من شهر سبتمبر سنة 1948م بعد هزيمة الجيوش العربية في كوكبا وحليقات ودمروا بيوتها وأقاموا على أنقاضها قرية يهودية أطلقوا عليها اسم Geia، سكانها جلبوهم من الأوروبيين عام 1949م ومن يهود الدول العربية، خاصة من دول المغرب العربي وأطلقوا على هذه المستعمرة الزراعية فيما بعد «جية أ، ب».

## ملكية أراضي القرية
مساحة أراض القرية متوسطة بالنسبة لغيرها من القرى التابعة لقضاء غزة فمساحة أرضها حوالي 8500 دونم منها 250 دونم للطرق والوادي والسكة الحديدية وغيرها و45 دونم مساحة بيوت القرية.
وكانت الزراعة تعتمد على مياه الأمطار (بعلية) عدا الأراضي المزروعة بالحمضيات وأشجار التين والجميز والعنب فتروى من مياه الآبار.
غير أن الأفندية من غزة وهم الإقطاعيون سيطروا على كثير من أراضي القرية بأساليب شتى: إما كسداد دين- أو عند حدوث مشكلة بين عائلتين ويلتجئ إليهم أحد الطرفين للوقوف بجانبه في الحكومة فيتنازل الفلاح عن جزء من أرضه أو عن طريق الشراء المباشر أو عند عجز الفلاح عن سداد الضريبة للحكومة وكان الأفندي الذي يسيطر على كثير من أراضي الجية هو أبو رمضان لذلك تخلى هؤلاء الإقطاعيون عن الأرض بسهولة 1948م.
لهذا كان كثير من الفلاحين يشتغلون في أراضي هؤلاء الأفندية بطريقة المشاركة أو العمالة وعندما يحل موسم الحصاد يأتي الأفندي إلى القرية وينصبون له خيمة كبيرة (صوان) ويذبحون له الذبائح ليشرف على قسمة الإنتاج هذا العام بينه وبين الفلاحين بحيث يتبع إنتاج قطع الأرض القليلة الإنتاج بقطع الأرض كثيرة الإنتاج (نظام التتبيع) مما يؤدي إلى حرمان الفلاحين من تعبهم ومؤونتهم طوال العام.

## التعليم
تميزت الجية عن غيرها من القرى بالتعليم منذ أمد بعيد قبل التهجيرفقد تخرج من أبنائها عدد لا بأس به من العلماء من الأزهر الشريف بمصر.
وهؤلاء أسهموا في تعليم الكثير من المتعلمين والفقهاء من أهل القرية حيث كانوا يفتحون بيوتهم لتعليم أبناء القرية القرآن الكريم والحساب واللغة العربية وغيرها (كّتاب).
وبعد ذلك يذهب التلاميذ للدراسة في المدارس الحكومية في المجدل أو بربرة وغيرهما.
وفي السنوات الأخيرة قبل النكبة اتفق أهل الجية على إنشاء مدرسة بقريتهم إلا أن التهجيروالنكبة لم تمكنهم من ذلك وكان بعض هؤلاء العلماء يذهبون إلى القرى المجاورة أو إلى العربان لإتمام عقود الزواج أو للصلاة بالناس خاصة في شهر رمضان أو لتعريف الناس بأمور دينهم.
وبعد الهجرة تابع معظم الطلاب تعليمهم في المدارس والجامعات حتى تخرج من بينهم علماء وأطباء ومهندسون مشهورون توزعوا على الدول العربية: كالسعودية والإمارات وغيرهما ونال كثير منهم مراكز مرموقة.
وكل ذلك بسبب اهتمام أهل الجية بالتعليم قبل التهجيروأصبحت نسبة التعليم في القرية عالياً جداً تشمل مختلف التخصصات والعلوم.
وبرز الكثير كأساتذة ومحاضرين في كثير من الجامعات في الداخل والخارج كما تخرج الكثير من الأطباء والمهندسين والمدرسين والمحامين.

## الاقتصاد
الزراعة هي أهم عمل للسكان وكانت أراضي القرية تحيط بها من جميع الجهات وتعتمد الزراعة على مياه الأمطار في الشتاء عدا الأراضي المزروعة بالحمضيات والأشجار المثمرة.
وكانت الأرض مقسمة إلى موارس طويلة وتزرع مرة واحدة أو أكثر في السنة، وكان الشعير والقمح والبقوليات والبامية والبندورة والخضار والذرة هي أهم المحاصيل.
وكان الشعير والقمح يحصد في أبريل ومايو أما الذرة فتزرع في فبراير وتحصد في يوليو.
الأدوات الزراعية التي كان الفلاح يستعملها في عمليات الزراعة المختلفة:
1-	المحراث أو الفرد.
2-	الطورية.
3-	الكريك.
4-	البلطة.
5-	القدوم.
6-	المنشار.
7-	لوح الدراس.
8-	الغربال.
9-	الطاحونة.
10-	المنجل.
11-	الشنشرة.
12-	البردعة.
2- الرعي وتربية الحيوانات:
	نظراً لوفرة الأمطار وكثرة الإنتاج الزراعي عمل أهالي الجية على تربية الحيوانات على نطاق واسع أهمها: الأغنام والأبقار والحمير والإبل مما أدى إلى توفر إنتاج الحليب والجبن والزبدة بكميات كبيرة حيث تباع في سوق المجدل.
إضافة إلى هذا فإنهم يستخدمون البقر والحمير والجمال في جميع عمليات الزراعة من حرث ونقل ودرس.
	وتربى هذه الحيوانات على الأعشاب في المناطق العشبية أو على مخلفات الإنتاج الزراعي.
3- الحرف والتجارة:
	كانت الحرف والتجارة بسيطة تعتمد على المقايضة فيشترون ما يشاءون من الدكاكين أو من الباعة المتجولين بكميات قليلة من القمح أو الشعير أو الذرة ولكن في السنوات الأخيرة بدأوا يشترون ويبيعون بالنقود.
	وكانت ثروة الفلاحين معظمها من الإنتاج الزراعي ومما يملكونه من الأغنام والأبقار على نطاق واسع.
وكانت الجية مشهورة بالحليب والجبنة حيث تباع في سوق المجدل. وكان في الجية جزارون هم:
شحادة الأخرس وحسن سلامة وأحمد حسين إبراهيم وعبد القادر شعبان عوض.
	وكان في القرية أربع محلات للبقالة (العبد شكير) وأحمد أبو شنب ومحمد أبو عواد وأحمد عوض.
	أما من يقوم بالحلاقة فهو محمود صالح أبو شنب.
وكان في القرية سيارة شحن واحدة يملكها حسن طه. وأعتقد أنه كان لأبناء العبد أبو شنب سيارة أخرى (المعروف بـ عبد رزة).
	أما بئر القرية فكان يعتمد على الحيوانات في استخراج الماء بالقواديس من البئر ولكن في السنوات الأخيرة تم تركيب ماتور لاستخراج الماء.
4- المأكولات:
	كان الناس يعتمدون في غذائهم على ما تنتجه أرضهم من المحاصيل كالحبوب والبقوليات والخضار بحيث يمكن أن يقال أنهم مكتفون ذاتياً إلا في بعض المواد الغذائية الأخرى.
	وكانت النساء تقوم بعملية الخبز في الطابون وكان الخبز يصنع من الذرة أو القمح أو الشعير.
	لذلك كان الناس يخزنون حبوبهم التي تنتجها أرضهم في المطامير ليكفيهم مؤونة السنة وبعض الناس لا يكفيهم فيضطرون إلى الاستدانة.
	أما المشروبات فهي في الغالب: القهوة السادة وصاروا يشربون الشاي في السنوات الأخيرة بالإضافة إلى الدخان العربي.
5- الصناعة:
	كانت الجية مشهورة ببعض الصناعات البسيطة التي تعتمد على الإنتاج الزراعي والحيواني مثل: الجبن والمفارش والبسط وبعض أدوات النجارة التي تستخدم في عمليات الزراعة المختلفة كالمحاريث الخشبية وغيرها وكان البعض يقوم بأعمال الخياطة أو الحلاقة أو الجزارة.

## الجية في ثورة 1936
الظروف التاريخية والحروب والغزوات التي مرة بها فلسطين من سيطرة عثمانية واحتلال إنجليزي وغير ذلك أثرت على كل بقعة في فلسطين بعندما حل الخطر الصهيوني قبل النكبة بسنوات قام أهالي الجية بشراء الأسلحة من حر مالهم ومن حلي نسائهم للدفاع عن أنفسهم وأراضيهم شأنهم في ذلك شأن أهالي قرى ومدن فلسطين كلها.
وكون أهالي الجية ما يشبه بكتيبة مسلحة تدربت على حمل السلاح واستخدامه لأنهم كانوا يرون أن المعركة مع اليهود آتية لا ريب فيها خاصة بعد زيارة عبد القادر الحسيني للقرى الجنوبية والجية، واجتماعه مع الشيخ حمدان حيث طلب من الناس الاشتراك في الثورة وفعلا تم ذلك فاشتركوا في مجموعات العمل المسلح قيادتها في المجدل لمهاجمة الجنود الإنجليز واليهود وتم خلع السكة الحديدية في ثورة 1936م، ونصب الكمائن لقوافل اليهود فألحقوا بها خسائر فادحة وأهم المجاهدين: اسبيتان عوض الذي أسره اليهود ومحمد أحمد سالم الذي تولى القيادة بعد اسبيتان، وإبراهيم محجز، ومحمد عيسى، وأحمد عوض سليمان، وأحمد محمود صيام، ومحمود خليل صيام، وجميل ناجي، وجميل سويدان، وحسن ياسين حلوة، والأمير حمدان، ومحمود خليل ناجي، ونمر حسن سليمان، وإبراهيم محمد سليمان، وحلمي عابد، ومحمد عطية صباح، وشحادة الأخرس، ومحمد شحادة العبسي، ورجب عساف، وحسين محمود سالم، وأحمد محمد السحار.

## الجية في حرب 1948
شارك أبناء القرية في حرب 1948 وتصدوا لحركة القوافل الصهيونية التي تتحرك من وإلى مستعمرة سمسم أو من الأسفلت الرئيسي الذي يصل غزة بالمجدل بالاشتراك مع المناضلين من القرى الأخرى المجاورة أو البعيدة نوعا، كما كانوا يشتركون في أي معركة تنشب حتى أنهم تمكنوا من الاستيلاء على دبابة ومدرعتين سليمتين في إحدى المعارك التي خاضوها بالاشتراك مع أهل بربرة والمجدل (قرب بربرة). دخلت القرية في نطاق سيطرة الجيش المصري وهجّر أهلها مع انسحاب الجيش المصري، وتوزعوا على مخيمات الاجئين والدول العربية المجاورة.

## القرية اليوم
دمرت القرية بعد احتلالها عام 1948م وسويت بالأرض، ولم يبق المكان سوى بعض أشجار الجميز. أنشئ موشاف غيئا، ومستوطنة بيت شكما على أراضي القرية في سنتي 1949 و1950، ويستخدم سكانهما أراضي القرية في الزراعة.